# 周鳳岐 (嘉靖進士)
周鳳岐（1515年—1594年），字文徵，福建建寧府浦城縣人，民籍，明朝政治人物。

## 生平
嘉靖十三年（1534年）甲午科福建鄉試第二十三名舉人。嘉靖十四年（1535年）中式乙未科會試第二十八名，登第三甲第一百二十三名進士。授紹興府推官，歷官太仓州同知，累升南京刑部廣西司郎中，三十六年三月考察以酷去職。年八十卒。

## 家族
曾祖周理安；祖父周洪；父周瑚，曾任監生。母陳氏。具慶下。

## 延伸阅读
[在维基数据编辑]
 《明史卷二百九十四》，出自《明史》